# Чемпіонат України з легкої атлетики в приміщенні 2010
Чемпіонат України з легкої атлетики в приміщенні 2010 серед дорослих був проведений 17-20 лютого в Сумах в манежі Української академії банківської справи.

## Призери

### Чоловіки
| Дисципліни                  | Золото                                                                        | Золото       | Срібло                                                                               | Срібло   | Бронза                                                                               | Бронза   |
| --------------------------- | ----------------------------------------------------------------------------- | ------------ | ------------------------------------------------------------------------------------ | -------- | ------------------------------------------------------------------------------------ | -------- |
| 60 метрів                   | Сергій Сагуткін Запорізька область                                            | 6,76         | Роман Бублик Івано-Франківська область                                               | 6,80     | Юрій Штанов Сумська область                                                          | 6,81     |
| 200 метрів (поза програмою) | Віталій Корж Сумська область                                                  | 21,76        | Володимир Шкарупа Запорізька область                                                 | 21,95    | Олексій Рємєнь Донецька область                                                      | 22,08    |
| 400 метрів                  | Володимир Бураков Київська область                                            | 47,13        | Михайло Книш Вінницька область                                                       | 47,19    | Станіслав Мельников Одеська область                                                  | 47,39    |
| 800 метрів                  | Віталій Волошин Черкаська область                                             | 1.49,57      | Артем Казбан Дніпропетровська область                                                | 1.49,87  | Максим Жудін Донецька область                                                        | 1.50,01  |
| 1500 метрів                 | Олександр Борисюк Волинська область                                           | 3.48,02      | Віталій Волошин Черкаська область                                                    | 3.48,27  | Артем Казбан Дніпропетровська область                                                | 3.49,75  |
| 3000 метрів                 | Сергій Рибак Вінницька область                                                | 8.21,38      | Андрій Мельник Івано-Франківська область                                             | 8.22,83  | Іван Стребков Тернопільська область                                                  | 8.23,10  |
| 60 метрів з бар'єрами       | Олександр Шагов Київ                                                          | 7,78         | Сергій Копанайко Луганська область                                                   | 7,93     | Олексій Касьянов Запорізька область                                                  | 8,06     |
| 3000 метрів з перешкодами   | Ілля Сухарєв Луганська область                                                | 8.42,55      | Павло Олійник Чернігівська область                                                   | 8.49,60  | Ігор Гайдуков Харківська область                                                     | 8.51,13  |
| 4×400 метрів                | Вінницька областьМихайло Книш Роман Головащенко Сергій Долгий Віктор Гончарук | 3.14,86      | Дніпропетровська областьІгор Широкий Денис Тесленко Анатолій Синянський Роман Старух | 3.15,91  | Київська областьВолодимир Бураков Віталій Герасім'юк Олексій Рємєнь Богдан Столярчук | 3.16,31  |
| Ходьба 10000 метрів         | Назар Коваленко Київська область                                              | 39.20,52 NIR | Андрій Ковенко Вінницька область                                                     | 39.46,62 | Іван Лосев Київська область                                                          | 40.08,24 |
| Стрибки у висоту            | Дмитро Дем'янюк Львівська область                                             | 2,28         | Юрій Крімаренко Київська область                                                     | 2,25     | Андрій Проценко Херсонська область                                                   | 2,25     |
| Стрибки з жердиною          | Максим Мазурик Донецька область                                               | 5,60         | Денис Федас Київська область                                                         | 5,40     | Денис Юрченко Донецька область                                                       | 5,30     |
| Стрибки у довжину           | Віктор Кузнєцов Київська область                                              | 8,11         | Олександр Солдаткін Донецька область                                                 | 8,02     | Андрій Макарчев Київ                                                                 | 7,85     |
| Потрійний стрибок           | Віктор Ястребов Київська область                                              | 16,78        | Дмитро Тидень Харківська область                                                     | 16,70    | Олександр Сергєєв Харківська область                                                 | 16,67    |
| Штовхання ядра              | Андрій Бородкін Закарпатська область                                          | 19,76        | Андрій Семенов Одеська область                                                       | 19,23    | Віктор Самолюк Київська область                                                      | 19,08    |
| Семиборство                 | Євген Нікітін Харківська область                                              | 5693         | Віталій Пінкевич Харківська область                                                  | 5160     | Олексій Гордієнко Черкаська область                                                  | 5145     |

### Жінки
| Дисципліни                  | Золото                                                                            | Золото   | Срібло                                                                    | Срібло   | Бронза                                                                         | Бронза   |
| --------------------------- | --------------------------------------------------------------------------------- | -------- | ------------------------------------------------------------------------- | -------- | ------------------------------------------------------------------------------ | -------- |
| 60 метрів                   | Олеся Повх Запорізька область                                                     | 7,29     | Марія Рємєнь Запорізька область                                           | 7,32     | Христина Стуй Івано-Франківська область                                        | 7,39     |
| 200 метрів (поза програмою) | Вікторія Кащеєва Сумська область                                                  | 24,04    | Єлізавета Бризгіна Луганська область                                      | 24,52    | Ольга Михайличенко Чернівецька область                                         | 24,92    |
| 400 метрів                  | Антоніна Єфремова Донецька область                                                | 52,82    | Анна Тітімець Дніпропетровська область                                    | 53,83    | Дарина Приступа Донецька область                                               | 54,07    |
| 800 метрів                  | Юлія Кревсун Донецька область                                                     | 2.06,88  | Наталія Лупу Чернівецька область                                          | 2.06,91  | Тетяна Петлюк Київ                                                             | 2.07,19  |
| 1500 метрів                 | Тамара Твердоступ Харківська область                                              | 4.20,82  | Юлія Кутах Донецька область                                               | 4.22,05  | Ольга Єкименко Сумська область                                                 | 4.22,08  |
| 3000 метрів                 | Тетяна Головченко Сумська область                                                 | 9.17,90  | Маргарита Лучиніна АР Крим                                                | 9.25,13  | Олена Сердюк Харківська область                                                | 9.32,02  |
| 60 метрів з бар'єрами       | Євгенія Снігур Харківська область                                                 | 8,17     | Ганна Бабич Київська область                                              | 8,40     | Наталія Забродська Одеська область                                             | 8,44     |
| 3000 метрів з перешкодами   | Марія Шаталова АР Крим                                                            | 10.18,86 | Марія Павлишин Тернопільська область                                      | 10.47,75 | Тетяна Біловол Миколаївська область                                            | 10.57,08 |
| 4×400 метрів                | Донецька областьЛілія Лобанова Антоніна Єфремова Дарина Приступа Аліна Логвиненко | 3.37,68  | Черкаська областьІнна Сомик Юлія Олішевська Юлія Синяченко Сніжана Лашкул | 3.47,10  | Київська областьІнна Ахкозова Віта Мєзева Олена Андрухова Катерина Балясникова | 3.48,91  |
| Ходьба 5000 метрів          | Олена Шевчук Житомирська область                                                  | 22.10,40 | Людмила Шелест Сумська область                                            | 22.23,14 | Олена Мірошниченко Сумська область                                             | 22.31,43 |
| Стрибки у висоту            | Олена Демидова Миколаївська область                                               | 1,92     | Ірина Коваленко Запорізька область                                        | 1,89     | Наталія Гапчук Житомирська область                                             | 1,89     |
| Стрибки з жердиною          | Ксенія Черткошвілі Донецька область                                               | 4,10     | Тетяна Гапішко Миколаївська область                                       | 4,05     | Алевтина Руєва Дніпропетровська область                                        | 4,00     |
| Стрибки у довжину           | Вікторія Рибалко Запорізька область                                               | 6,52     | Вікторія Молчанова Харківська область                                     | 6,47     | Ольга Борисенко Запорізька область                                             | 6,30     |
| Потрійний стрибок           | Лілія Кулик Харківська область                                                    | 14,06    | Наталія Ястребова Київська область                                        | 13,82    | Світлана Мамєєва Харківська область                                            | 13,51    |
| Штовхання ядра              | Вікторія Дегтяр Одеська область                                                   | 15,79    | Анна Самолюк Київська область                                             | 15,65    | Галина Облещук Івано-Франківська область                                       | 15,15    |
| П'ятиборство                | Наталія Добринська Вінницька область                                              | 4778 NIR | Інна Ахкозова Київська область                                            | 4371     | Аліна Фьодорова Київська область                                               | 4151     |